# Irouléguy (vin)

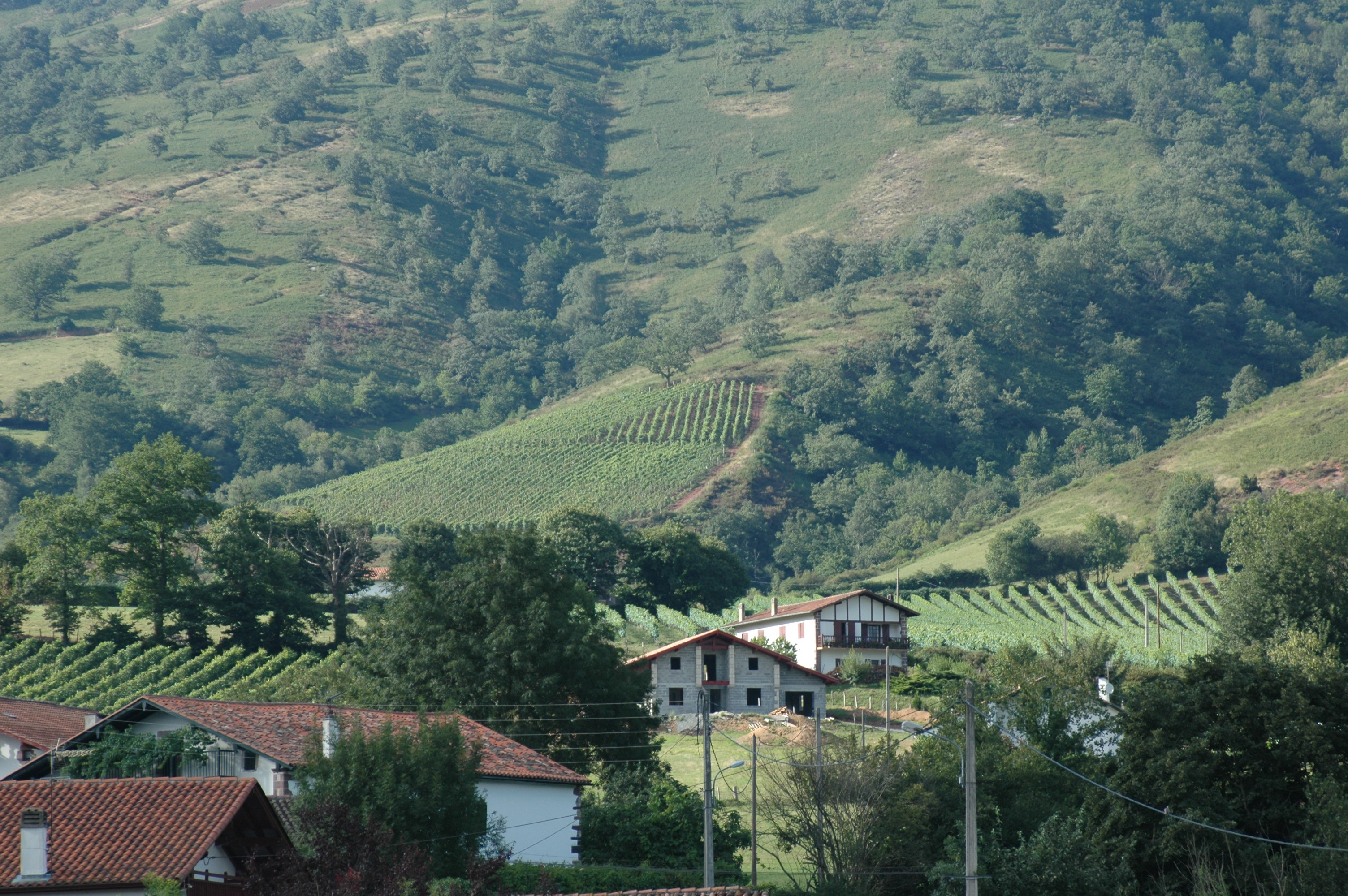
Vy över byn Irouléguy och omgivande vingårdar.

Irouléguy (på baskiska Irulegi) är en appellation för vin och ett vindistrikt i franska Baskien, namngivna efter byn Irouléguy. Området hör till vinodlingsregionen Sud-Ouest och fick AOC-status 1970. Det fick VDQS-status 1953. 
I Irouléguy produceras framför allt rödviner, men även rosévin och till en mindre del vitt vin (rödvin utgör cirka 70 procent av produktionen, rosévin 20 procent och vitt vin 10 procent).